# Антропиха (Нижегородская область)
Антропиха — деревня в городском поселении рабочий посёлок Ветлужский Краснобаковского района Нижегородской области (до 2009 года входила в Дмитриевский сельсовет).
Ближайший водоём — речка Братаниха.

## История
Впервые упоминается в 1670 году в просьбе крестьян Галицкого уезда Ветлужской волости Лапшангского стана Дмитриевского прихода. В книге Генерального межевания за 1770—1780 года упоминается во владении графа Шереметьева.

## Население
По данным за 1999 г. постоянно в деревне проживало 42 человека.
| 2002 | 2010 |
| ---- | ---- |
| 26   | ↗27  |